# Качка
Качка (Anas) — рід птахів родини качкових (Anatidae). Наймасовіші види качок Євразії та Північної Америки. Також до цього роду належить качка свійська, що є одомашненою формою крижня.

## Види
Рід нараховує 32 види, включно з одним вимерлим::
- Качка чорна (Anas sparsa)
- Крижень жовтодзьобий (Anas undulata)
- Крижень мадагаскарський (Anas melleri)
- Крижень австралійський (Anas superciliosa)
- Крижень лайсанський (Anas laysanensis)[3]
- Колоа (Anas wyvilliana)[4]
- Крижень філіппінський (Anas luzonica)
- Крижень чорний (Anas poecilorhyncha)
- Крижень китайський (Anas zonorhyncha)[5]
- Крижень звичайний (Anas platyrhynchos)
- Крижень флоридський (Anas fulvigula)[6]
- Крижень американський (Anas rubripes)
- Крижень мексиканський (Anas diazi)[7]
- Чирянка африканська (Anas capensis)
- Шилохвіст білощокий (Anas bahamensis)
- Шилохвіст червонодзьобий (Anas erythrorhyncha)
- Шилохвіст жовтодзьобий (Anas georgica)
- Шилохвіст кергеленський (Anas eatoni)[8]
- Шилохвіст північний (Anas acuta)
- Чирянка мала (Anas crecca)
- Чирянка американська (Anas carolinensis)[9]
- Чирянка жовтодзьоба (Anas flavirostris)
- Чирянка андійська (Anas andium)[10]
- Чирянка сіра (Anas gibberifrons)
- Чирянка маврикійська (Anas albogularis)[11]
- †Чирянка маскаренська (Anas theodori)[12]
- Чирянка світлогорла (Anas gracilis)[13]
- Чирянка австралійська (Anas castanea)
- Чирянка мадагаскарська (Anas bernieri)
- Чирянка каштанововола (Anas chlorotis)[14]
- Чирянка новозеландська (Anas aucklandica)
- Чирянка острівна (Anas nesiotis)[15]

На основі морфологічних параметрів, даних молекулярної біології,, а також особливостей поведінки низку видів, яких раніше відносили до роду Anas було переведено до інших родів.